# 와츄 프리매직!
와츄 프리매직!(일본어: ワッチャプリマジ!)은 타카라토미와 신 소피아가 공동 개발하고 2021년 10월 1일부터 일본에서 가동 시작된 아케이드 게임이다. 또한, 이 게임을 원작으로 한 텔레비전 애니메이션이 2021년 10월 3일부터 2022년 10월 9일까지 방영했다. 약칭은 "프리마지(일본어: プリマジ)".

## 개요
2010년에 가동을 시작한 프리티 리듬에서부터 시작한 프리티 시리즈의 제4장.
또한 2011년 애니메이션 시리즈 첫번째 작품인 "프리티 리듬 오로라 드림" 10주년 기념 작품.
2021년 6월 24일에 게임과 애니메이션의 제작 발표가 이루어져 테마가 "마법"인 것이 밝혀졌다.

## 줄거리
노래와 춤, 패션으로 구성된 엔터테인먼트인 프리마지. 보는
사람을 매료시키는 그 무대는 "마법 같다" 라고 하지만 정말 마법의 힘으로 연출되고 있었다.

중학교 1학년인 히비노 마츠리는 한 명의 팬으로서 언젠가 프리마지 무대에 서고 싶다는 꿈을 꾸고 있던 도중, 마법계에서 온 마법사인 먀무로부터 "프리마지로 데뷔 해달라"는 부탁을 받고, 둘이서 만만치 않은 경쟁자들이 북적거리는 프리마지의 최고를 목표로 하게 된다.
추후 예정

## 등장인물
히비노 마츠리(일본어: 陽比野まつり)/나나
성우 - 히로시 치나츠(일본어: 廣瀬千夏)
본작의 주인공으로 프리마지와 축제를 좋아하는 중학교 1학년 소녀. 프리마지를 동경하며 언젠가 출전할 수 있는 날을 꿈꾸고 있던 때에, 갑자기 나타난 먀무로부터 스카우트되어 함께 프리마지의 톱을 목표로 한다.
먀무(일본어: みゃむ)
성우 - 코이케 리코(일본어: 小池理子)
마법계에서 온 마법사 소녀. 활기찬 성격이지만 말썽꾸러기인 면도 보인다. 마츠리를 프리마지에 스카웃하여 함께 톱을 목표로 한다.
야요이 히나(일본어: 弥生 ひな)/한나
성우 - 우치다 아야(일본어: 内田彩)
중학교 3학년 소녀. 프리마지 강호학교에 다니고 있다. 뜨겁고 올곧은 성격이어서 후배들에게 사랑받고 있다.
치무무(일본어: チムム)
성우 - 히키사카 리에(일본어: 引坂理絵)
히나의 파트너 마법사. 평소에 의기양양하며 먀무와는 사이가 좋지 않다.
코코아 레몬(일본어: 心愛 れもん)
성우 - 스즈키 안나(일본어: 引鈴木杏奈)
중학교 2학년. 낮가림이 심하고 긴장을 잘한다. 프리마지 오타쿠이며 조예가 깊다.
캬론(일본어: きゃろん)
성우 - 요시카와 스나오(일본어: 吉河順央)
레몬의 파트너 마법사. 성실하고 예의 바르지만 융통성이 없는 면도 있다.
스메라기 아마네(일본어: 皇 あまね)/레이
성우 - 쇼지 우메카(일본어: 庄司宇芽香)
중학교 3학년 소녀. 후배들이 엄청 동경하고 있다. 평소에는 너그럽지만 프리마지에서는 전혀 다른 모습도 보인다.
파타노(일본어: ぱたの)/하마마
성우 - 코하라 코노미(일본어: 小原好美)
아마네의 파트너 마법사. 촌뜨기여서 스타일리쉬한 아마네를 동경한다.
아마우리 미루키(일본어: 甘瓜 みるき)/밀키
성우 - 사가라 마유(일본어: 相良茉優)
중학교 2학년 소녀. 뻔뻔할 정도로 귀여운 성격이다. 장래의 꿈은 '미루키 귀여워 뮤지엄'을 건설하는 것이다.
하니땅(일본어: はにたん)/허니땅
성우 - 오구라 유이(일본어: 小倉唯)
미루키의 파트너 마법사. 지퍼가 있으며, 그 속의 세계는 비밀로 하고 있다.
오메가 아우루(일본어: 御芽河 あうる)/오로라
성우 - 후지데라 미노리
메카에 대해 잘 아는 소녀. 그 정체는 수수께끼이며 프리마지 스타인지 아닌지도 알 수 없다.

## 아케이드 게임
2021년 10월부터 가동 시작 예정이다. 게임의 테마는 「빛과 터치에서 "마법 체험"」이라고 한다.
처음으로 터치 스크린이 채용되었다.

## 발매
애니메이션 방송 시작에 앞서, 쇼카쿠칸 "챠오" 2021년 10월호 (9월 3일 발매)부터 코미컬라이즈 작품이 연재되고 있다. 작가는 "프리파라" 및 "반짝이는 프리☆채널" 을 연재한 츠지나가 히츠지가 이어서 담당한다.

## TV 애니메이션
2021년 10월 3일부터 2022년 10월 9일까지 TV 도쿄 계열 등에서 방영되었다.

### 방영 목록
| 화수             | 우리말 제목                                  | 방송일[MBC 채널] |
| ---------------- | -------------------------------------------- | ---------------- |
| 제01화           | 우리 같이 프리매직 하자!                     | 2022년 10월 17일 |
| 제02화           | 해보자! 축제 스테이지                        | 2022년 10월 24일 |
| 제03화           | 멋쟁이 선배님! 한나 등장이잖아?              | 2022년 11월 7일  |
| 제04화           | 콤비 해산? 너무 빠르다고~                    | 2022년 11월 21일 |
| 제05화           | 여기 봐봐! 귀여운 귀여운 밀키라오 (하트)     | 2022년 11월 28일 |
| 제06화           | 어둠의 프리매직 스타~? 레몬이 나타나다!      | 2022년 12월 5일  |
| 제07화           | 고양이와 함께 유쾌☆ 상쾌☆ 마법 세계!         | 2022년 12월 12일 |
| 제08화           | 한나 선배의 특훈! 큰일이야 진짜 큰일났어!    | 2022년 12월 19일 |
| 제09화           | 진정한 깨달음! 레몬 강림하다!!               | 2022년 12월 26일 |
| 제10화           | 프리매직이 최고야! 열정 가득 동호회!!        | 2023년 1월 2일   |
| 제11화           | 날아라 한나! 고독을 뛰어넘어라!              | 2023년 1월 9일   |
| 제12화           | 나나 vs 한나 피닉스는 누구에게 미소 지을까?  | 2023년 1월 16일  |
| 제13화           | 와츄 매직 워드                               | 2023년 1월 30일  |
| 제14화           | 강렬하게 신비하게 아름답게 ~레이의 프리매직~ | 2023년 2월 6일   |
| 제15화           | 더는 안 돼! 합숙 따위 못 해먹겠어!           | 2023년 2월 13일  |
| 제16화           | 토마의 "매직" 휴이의 "매직                   | 2023년 2월 20일  |
| 제17화           | 치무무, 신세 많이 졌습니다 치무...           | 2023년 2월 27일  |
| 제18화           | 레이의 마음, 비밀의 정원                     | 2023년 3월 6일   |
| 제19화           | 다 함께! 또 간 것이냐☆ 마법 세계!            | 2023년 3월 13일  |
| 제20화           | 전무후무한! 밀키의 약삭빠른 재판이다오!      | 2023년 3월 20일  |
| 제21화           | 아이 엠 제니퍼!                              | 2023년 3월 27일  |
| 제22화           | 깜짝 특집 방송 올~레!                        | 2023년 4월 3일   |
| 제23화           | 최후의 시련 다 함께 센터!                    | 2023년 4월 10일  |
| 제24화           | 가자 엑시비션! 5명의 매직                    | 2023년 4월 17일  |
| 제25화           | 검증 데이터 File 오로라 등장                 | 2023년 4월 24일  |
| 제26화           | 오로라의 나나 할아버지 연구 백과             | 2023년 5월 1일   |
| 제27화           | 이어져가는 운명                              | 2023년 5월 8일   |
| 제28화           | 너는 나의 소중한 사람! 우리들의 매직!        | 2023년 5월 15일  |
| 제29화           | 누구랑 할래? feeling 듀오 대회               | 2023년 5월 22일  |
| 제30화           | 안 비서와의 만남                             | 2023년 6월 5일   |
| 제31화           | 매직? 테크놀로지? 드디어 듀오 프리매직!      | 2023년 6월 12일  |
| 제32화           | 단 하나의 꽃 레이의 진심                     | 2023년 6월 26일  |
| 제33화           | 태양을 노리는 자들                           | 2023년 7월 3일   |
| 제34화           | 나만의 비비드 스타                           | 2023년 7월 10일  |
| 제35화           | 춤춰라! 한나와 레이의 듀오!                  | 2023년 7월 17일  |
| 제36화           | 잘 있어 레몬! 떠나가는 캐론                  | 2023년 7월 24일  |
| 제37화           | 괜찮을까?! 밀키와 레몬의 데이트              | 2023년 7월 31일  |
| 제38화           | 모두 주목! 이게 우리 듀오라오!               | 2023년 8월 7일   |
| 제39화           | 최고를 꿈꾸는 오메가 사장                    | 2023년 8월 14일  |
| 제40화           | 넌 나의 태양                                 | 2023년 8월 21일  |
| 제41화           | 프리매직 진짜 끝나는 거야?!                  | 2023년 8월 28일  |
| 제42화           | 레몬과 진심의 사이                           | 2023년 9월 4일   |
| 제43화           | 이기고 싶어! 전해져라, 나의 진심             | 2023년 9월 11일  |
| 제44화           | 밀키 드림♡ 드셔보라오 (빼꼼)                 | 2023년 9월 18일  |
| 제45화           | 과학의 길, 오로라의 길                       | 2023년 10월 16일 |
| 제46화           | 선배님에게 전하는 진심의 무대                | 2023년 10월 23일 |
| 제47화           | 진짜야? 눈앞까지 다가온 페스티벌!            | 2023년 10월 30일 |
| 제48화           | 개막! 유포리아 전설                          | 2023년 11월 6일  |
| 제49화           | 마나마나 매지컬 츄피                         | 2023년 11월 13일 |
| 제50화           | 네가 나에게 건 마법                          | 2023년 11월 20일 |
| 제51화(마지막회) | 모두 다 같이 프리매직 하자!                  | 2023년 11월 27일 |

### 목소리 출연
- 김도희 - 나나
- 장미 - 먀무, 오로라, 리코, 아우루
- 강은애 - 한나
- 장예나 - 코코아 레몬
- 김사라 - 레이, 캬론
- 여윤미 - 밀키

### 제작진
- 원작 - 타카라토미 아츠, 신 소피아
- 총감독 - 사토 준이치
- 감독 - 코바야시 코스케
- 책임프로듀서 -
- 프로듀서 -
- 제작 -
- 치프 디렉터 - 박치만
- 시리즈 구성 - 츠보타 후미
- 캐릭터 원안 - 나시모토 히로미
- 캐릭터 디자인 - 토다 사야카
- CG 디렉터 - 오토베 요시히로
- 음악 - 미즈타니 히로미
- 음향 감독 - 나가사키 유키오
- 애니메이션 제작 - 타츠노코 프로덕션, 동우A&E
- 저작권 - 타츠노코 프로덕션, 동우A&E
- 프리마지 제작위원회 - 에이벡스 픽처스, 쇼가쿠칸, 타카라토미 아츠, 타츠노코 프로덕션, TV 도쿄, 동우A&E, 니혼 애드 시스템스